# Oxalis pes-caprae

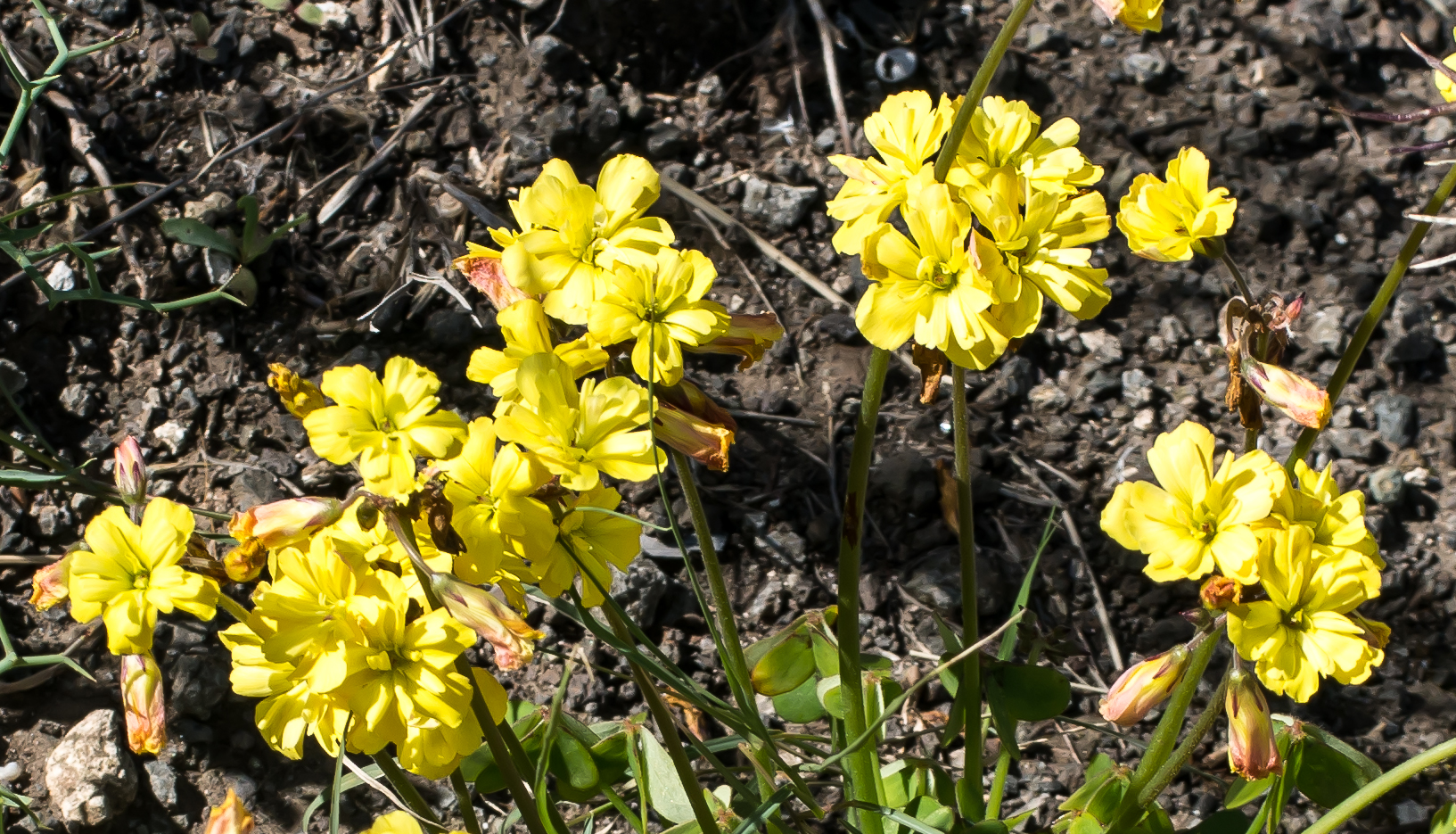
Forma de flores dobradas (O. pes-caprae f. pleniflora).

Oxalis pes-caprae, vulgarmente conhecida por erva-canária, erva-azeda-amarela, trevo-azedo, ou azeda ou chucha-meles (na Galiza), é uma espécie de planta herbácea da família Oxalidaceae, oriunda da África do Sul e subespontânea na região mediterrânica e nas regiões de clima oceânico da Europa Ocidental. Ocorre em terrenos cultivados e incultos, florindo de janeiro a abril, tendo comportamento ruderal.

## Descrição
Oxalis pes-caprae é uma planta herbácea perene, de até 40 cm de altura, sem caule aéreo, mas com rizoma, ramificado ou não, com delgadas raízes laterais acinzentadas que podem atingir os 20 cm de comprimento. Os pecíolos são verticais e esbranquiçados na base, verdes na região distal, dispostos em roseta com origem num bolbo com alguns centímetros de comprimento, ovóide e acuminado, envolto numa túnica de coloração acinzentada.
Os bolbos ocorrem profundamente enterrados e o rizoma pode estar rodeado por alguns bolbilhos, também centimétricos. No ápice do bolbo estão implantadas, formando uma roseta basal, as folhas trifoliadas, estipuladas (com estípulas rectangulares, de ápice ciliado) pecioladas (pecíolo de 3–20 cm, com tricomas glandulíferos), com folíolos obcordiformes escotados, de 6-22 por 10–40 mm, com a página superior glabra e margens e dorso mais ou menos pilosos (este último, finamente alveolado). As folhas são de coloração verde, frequentemente com manchas violáceas nas duas faces. As folhas fecham-se, por meio de um pulvínulo peloso conformado por anéis móveis, retraindo-se os folíolos para baixo quando a insolação é forte, abrindo-se apenas quando a radiação solar é menos intensa.
A inflorescência é uma cimeira umbeliforme de 1-20 flores pentâmeras terminais inseridas num pedúnculo glabro de 6–35 cm de comprimento. Os pedicelos da umbela são pilosos, de 1,5–2 cm de comprimento. A base da umbela apresenta brácteas e bracteolas triangulares a lanceoladas apicalmente terminadas por um par de excrescências de coloração alaranjada.
As flores apresentam sépalas lanceoladas, de coloração verde-clara, pilosos e com duas excrescências tuberculiformes no ápice. As pétalas, em número de 5, embora por vezes a corola seja dupla (dobrada), de 12-25 por 10 mm, são glabras ou esparsamente pilosas, coloração amarelo-dourado. O perianto retrai-se, enrolando as pétalas quando escurece, fazendo o ciclo contrário ao das folhas. O gineceu apresenta um ovário pentacarpelar com 5 estilos livres e pilosos, enquanto o androceu apresenta 10 estames com filamentos glabros e anteras amarelas, organizados em 2 verticilos. Os estames do verticilo interno são mais longos os do verticilo externo.
O fruto, quando existe, é uma cápsula oblongocilíndrica curta (5–8 mm) e de ápice agudo, subglabra, com 3-4 sementes milimétricas por lóculo, globosas, agudas e alveoladas de coloração acinzentada.

## Habitat, distribuição geográfica e propagação
A espécie apresenta comportamento ruderal e arvense, crescendo em terrenos recentemente arados ou por alguma forma disturbados, em clareiras e entre árvores em pomares e jardins, preferindo solos húmidos desde o nível do mar até altitudes de 800 msnm (metros acima do nível médio do mar), e floresce desde Setembro até Maio. Também se cultiva em jardins, onde, em geral, não frutifica ou produz apenas frutos estéreis. Na Península Ibérica, a introdução ocorreu por fuga de cultura a partir de jardins pelo que a espécie em geral não frutifica, sendo a reprodução exclusivamente vegetativa, mediante os rizomas com bolbilhos, de dispersão principalmente antropocórica, por meio do transporte e disseminação de substratos contaminados (resíduos de jardinagem e remoção de terras contaminadas).
Apesar da espécie ser originariamente um endemismo da Namíbia e da Região do Cabo na África do Sul, na actualidade é subcosmopolita, pois se encontra aclimatada em muitas regiões do mundo (frequentemente com influência marítima), entre as quais se inclui a bacia mediterrânea, zonas do oeste da Europa, do oeste dos Estados Unidos, México e Austrália, entre outras. Em todas as regiões onde ocorre como planta naturalizada todas zonas é considerada uma espécie invasora.
A presença de diversas formas da espécie — de estilo curto ou de estilo longo — na Península Ibérica e em outras regiões onde foi introduzida parece indicar origens e etapas distintas de introdução, desde meados do século XIX até finais do século XX.
Em Portugal, segundo o picador-mor da Casa Real, José Maria Pires da Silva (1845-1943), as flores amarelas chamadas "azedas", de que a rainha D. Amélia gostava bastante e que hoje proliferam como infestantes na região de Lisboa, vieram originalmente da  África do Sul para o seu Jardim da Ajuda.
Em Espanha, devido ao seu potencial colonizador e por constituir uma ameaça grave para as espécies autóctones, os habitats ou os ecossistemas, esta espécie foi incluída no Catálogo Español de Especies Exóticas Invasoras, aprovado pelo Real Decreto 630/2013, de 2 de agosto.

## Taxonomia
A espécie Oxalis pes-caprae foi descrita por Carolus Linnaeus e publicada em Species Plantarum, vol. 1, p. 434, 1753.
A etimologia do nome genérico Oxalis deriva do latim oxǎlis, -ǐdis, ‘azedo’, do grego clássico όξαλίς, -ίδος óxalís, óxalídos, com o mesmo significado; derivado de όξύς óxýs, ‘agudo’, ‘picante’, aludindo ao sabor acre das folhas e pecíolos. A espécie foi mencionada por por Plínio, o Velho na sua História Natural (20, 231). O epíteto específico pes-caprae é composto pelos vocábulos latinos pēs, pědis (derivado do grego πούς poús, ‘pé’) e caprae, ‘cabra’, o seja, ‘pé de cabra’, aludindo provavelmente à forma dos folíolos das folhas.
A espécie apresenta uma rica sinonímia que inclui:
- Acetosella cernua (Thunb.)
- Bolboxalis cernua (Thunb.)
- Oxalis burmannii Jacq.
- Oxalis cernua Thunb.
- Oxalis cernua var. namaquana Sond.
- Oxalis ehrenbergii Schltdl.
- Oxalis grandiflora Arechav.
- Oxalis kuibisensis R.Knuth
- Oxalis lybica Viv.
- Oxalis mairei R. Knuth ex Engler

Entre os táxons infra-específicos validados conta-se:
- Oxalis pes-caprae f. pleniflora (Lowe) Sunding[12]

Os nomes comuns da espécie apresentam grandes variações regionais, sendo mais frequente a designação de azeda ou erva-azeda, embora existam diversas espécies que partilham o nome. Outros nomes comuns são erva-canária, erva-azeda-amarela e trevo-azedo. Na Galiza é conhecida como chucha-meles.

## Galeria

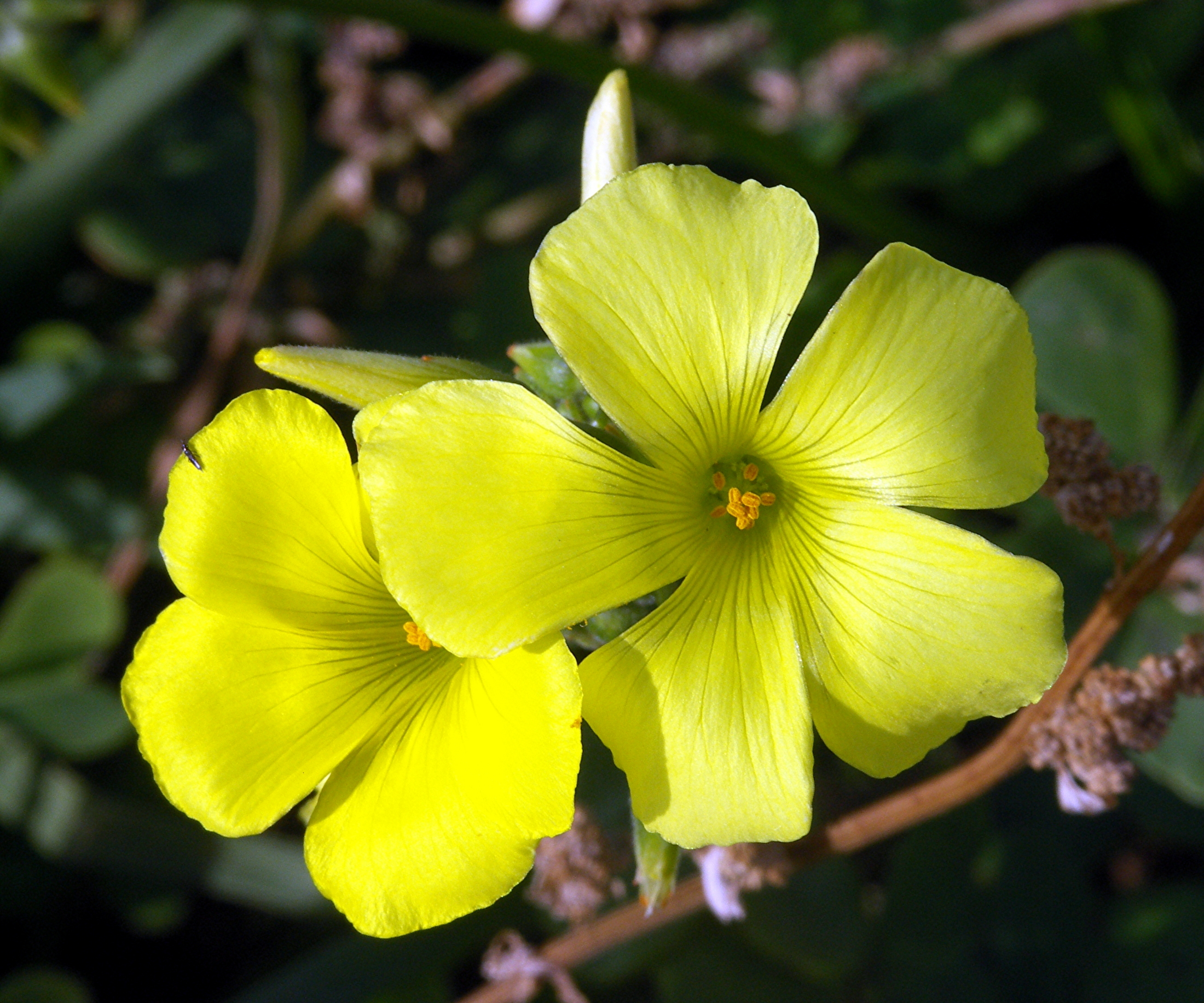
Flores
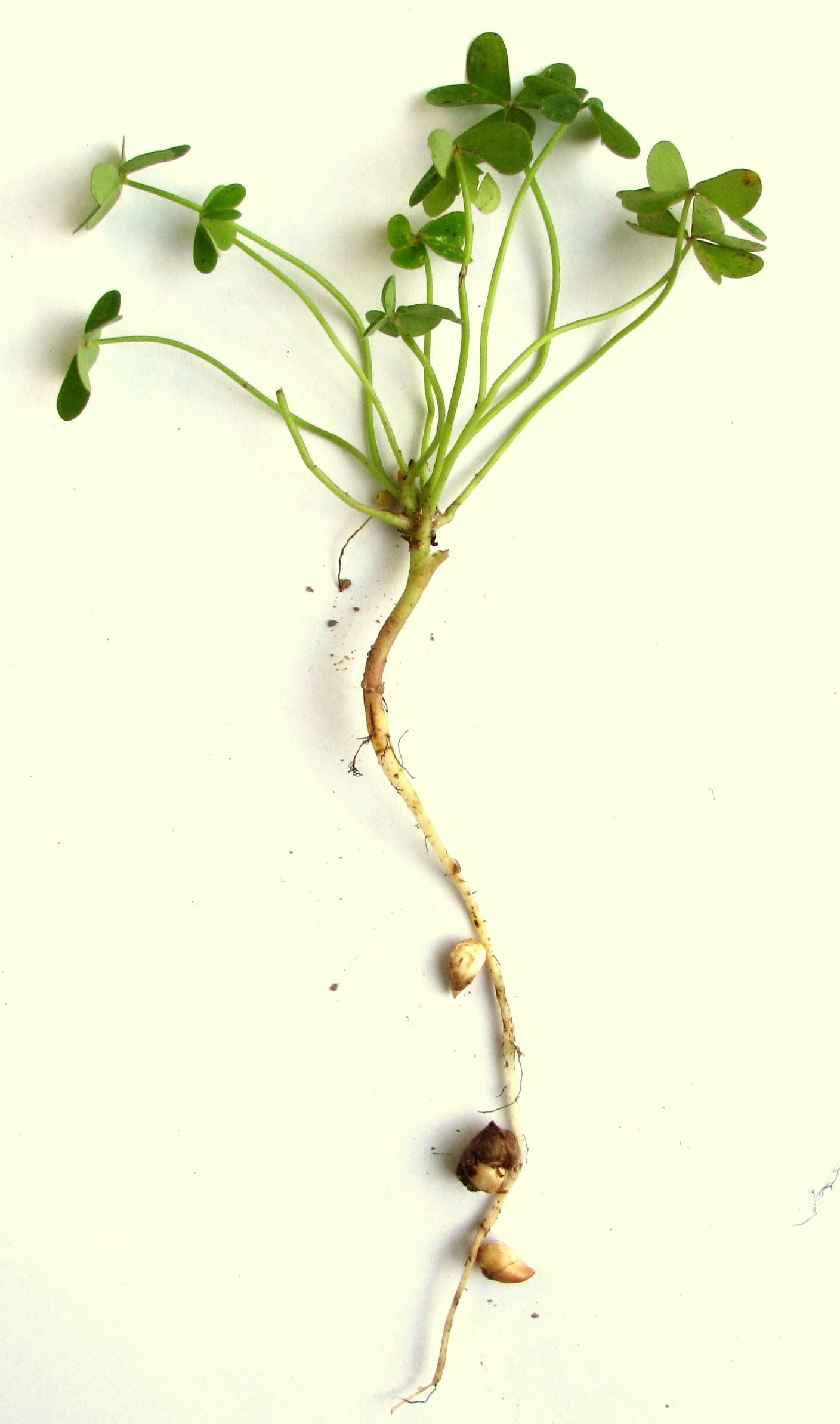
Planta inteira
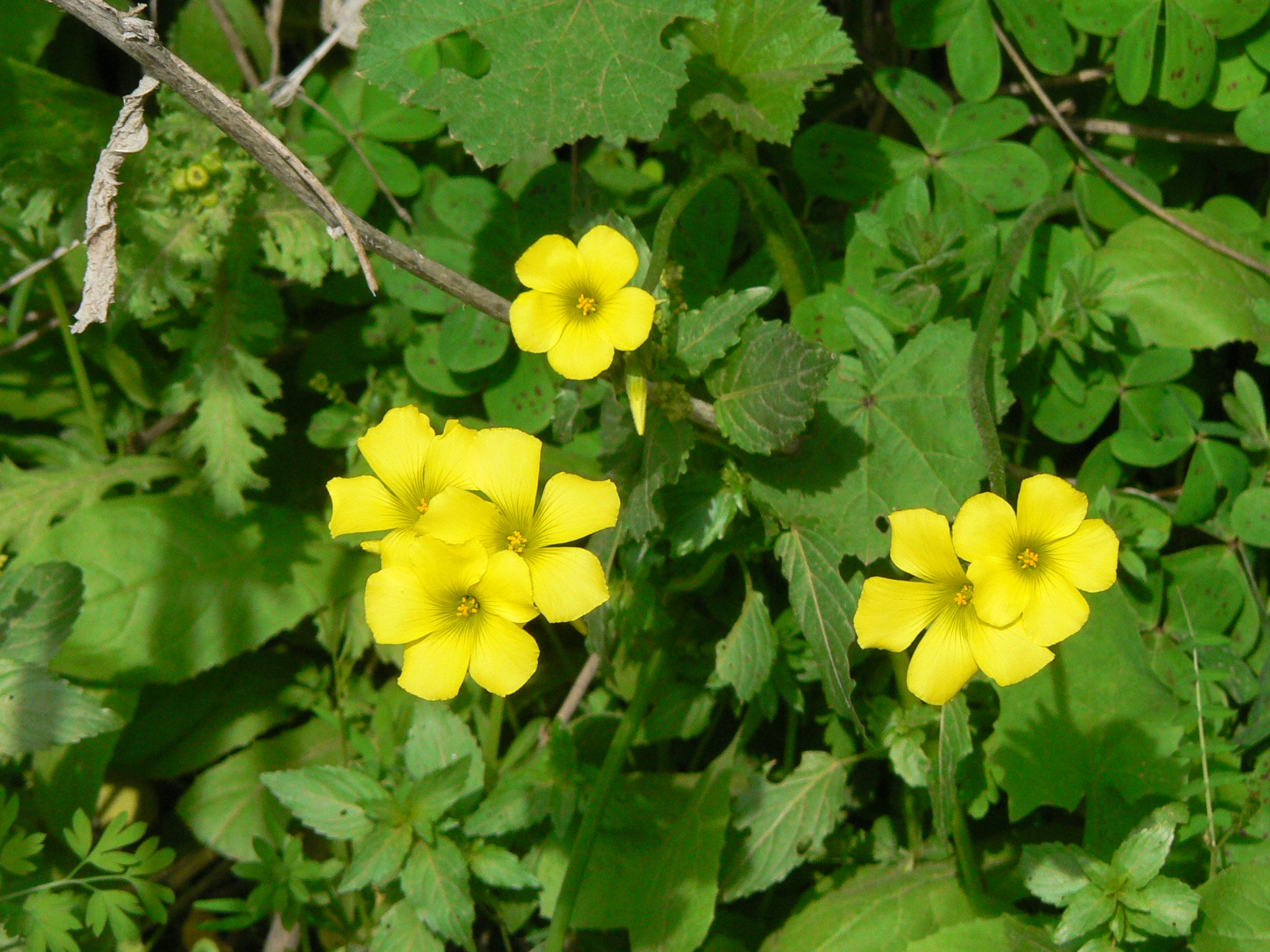
Uma planta de Oxalis pes-caprae crescendo em Israel
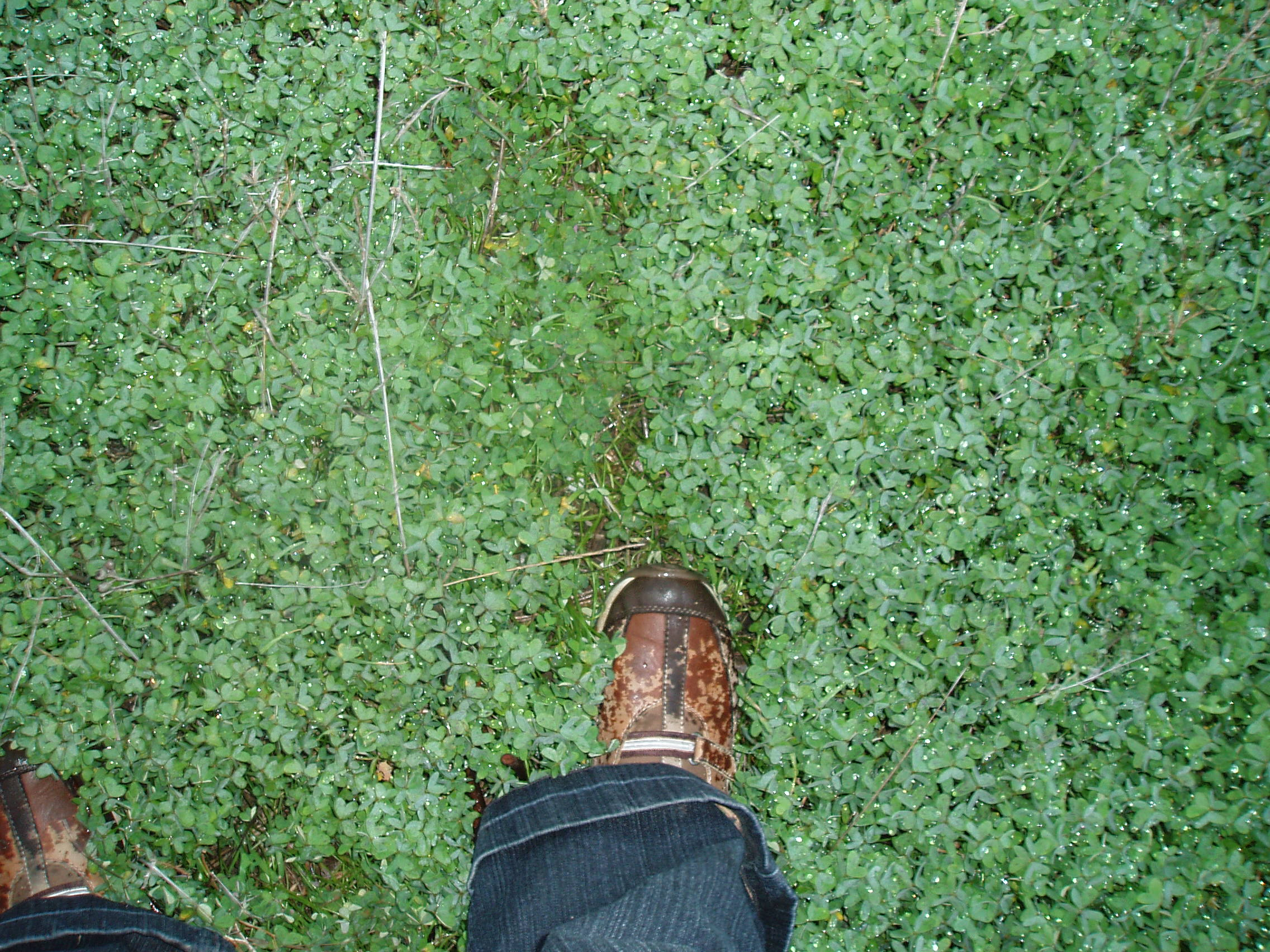
Oxalis pes-caprae crescendo num campo da Australia Meridional
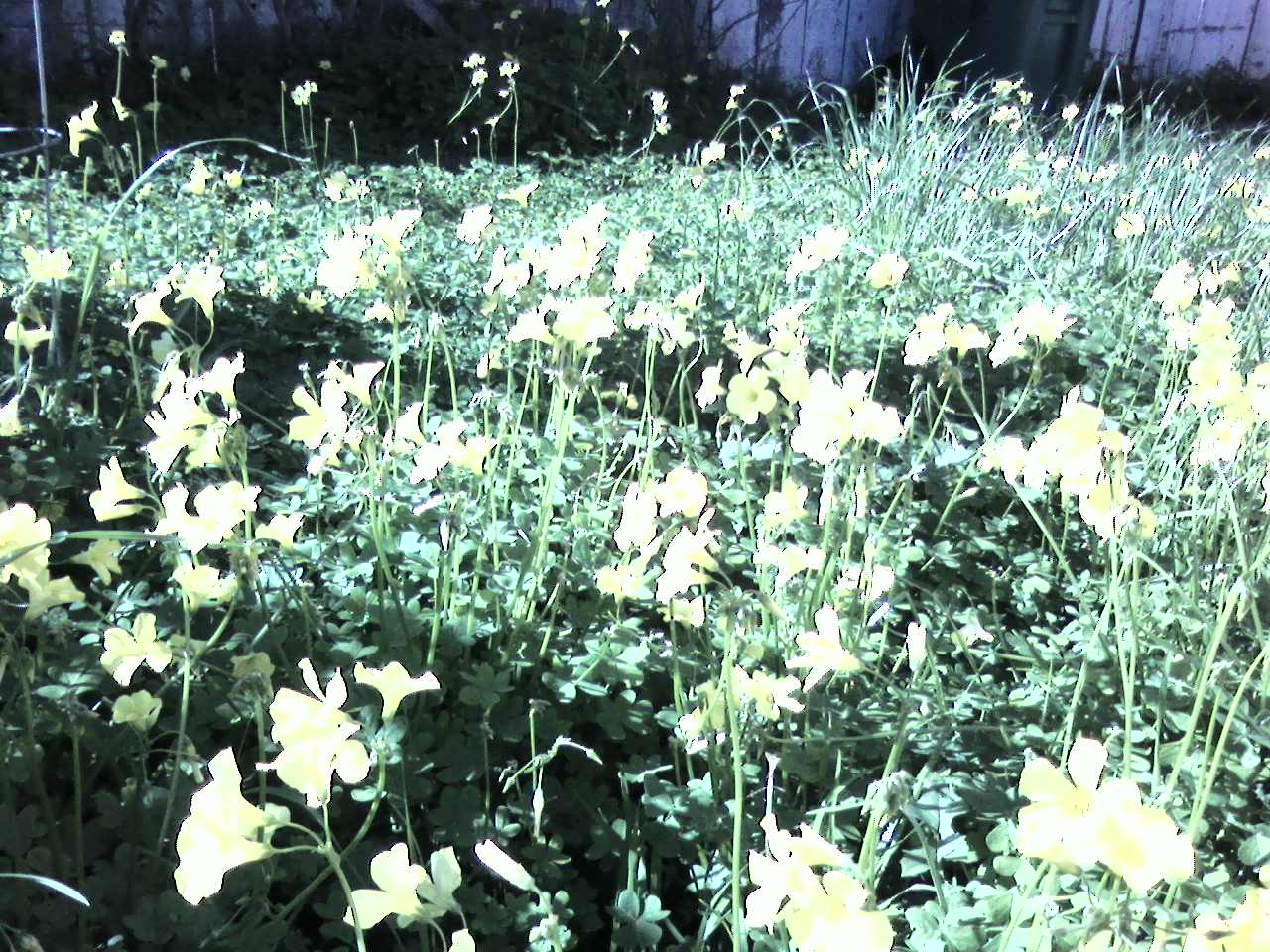
A planta entre outras infestantes num jardim de Richmond (California)
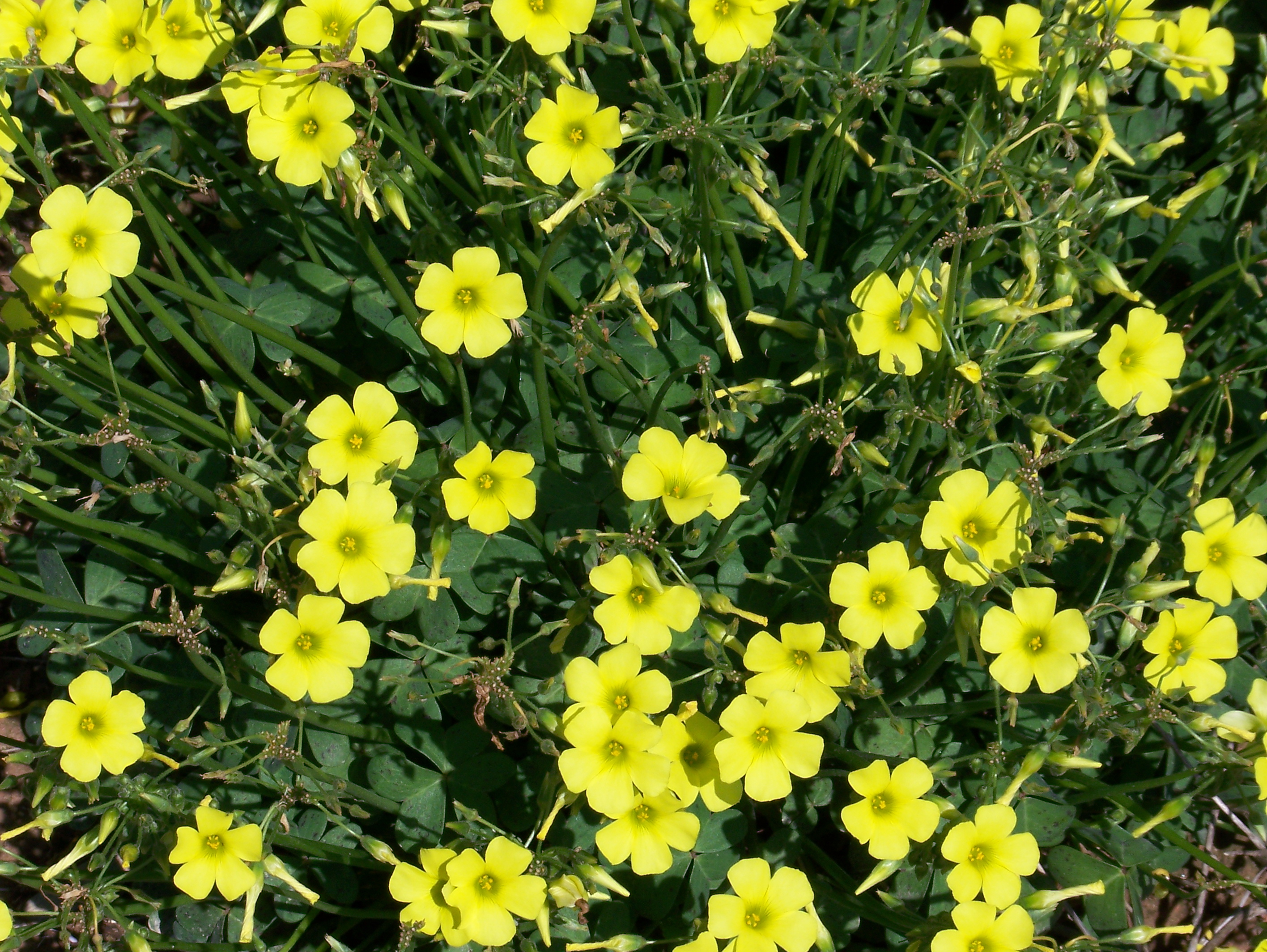
Em Albatera (Alicante)
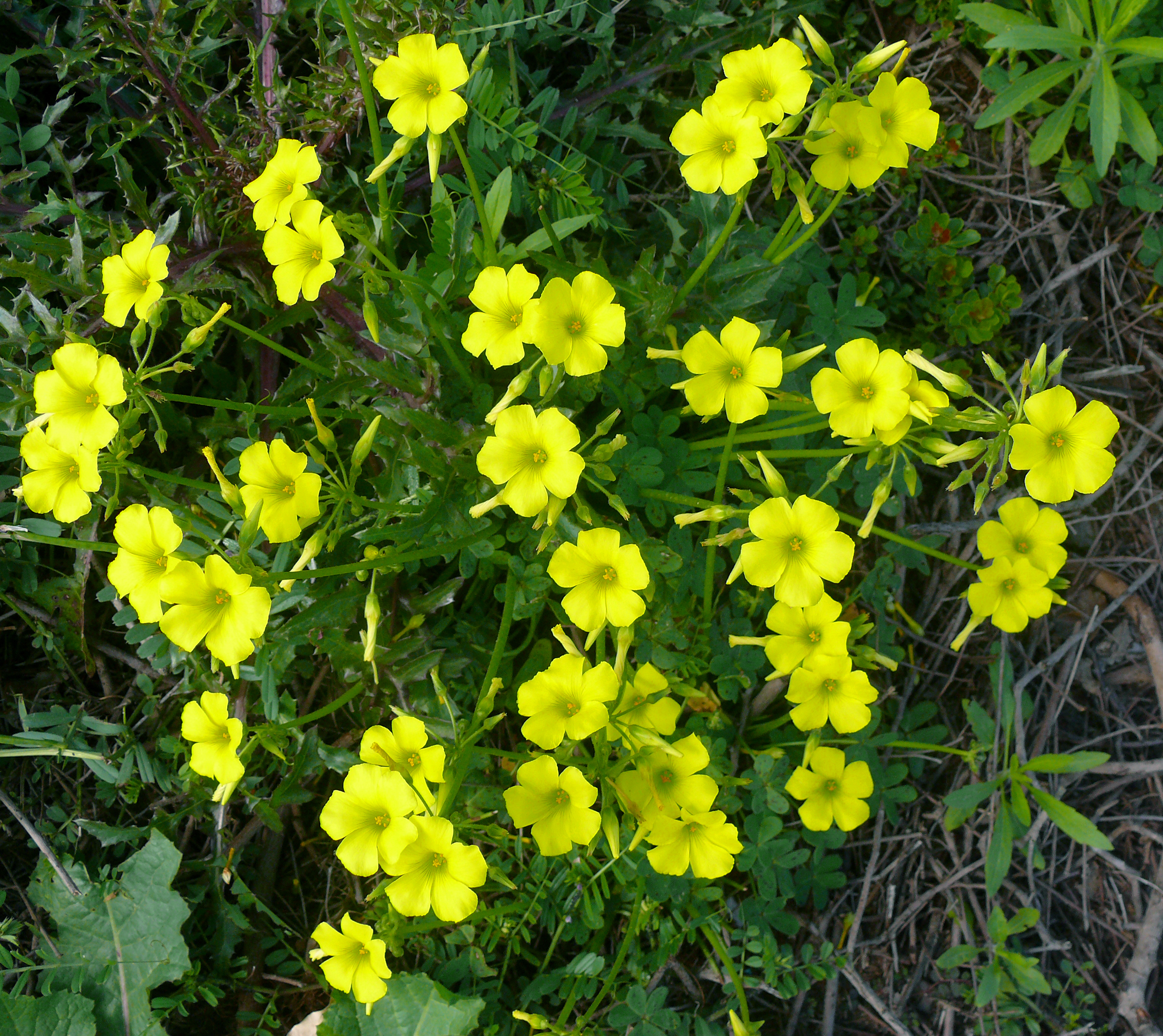
Em Israel
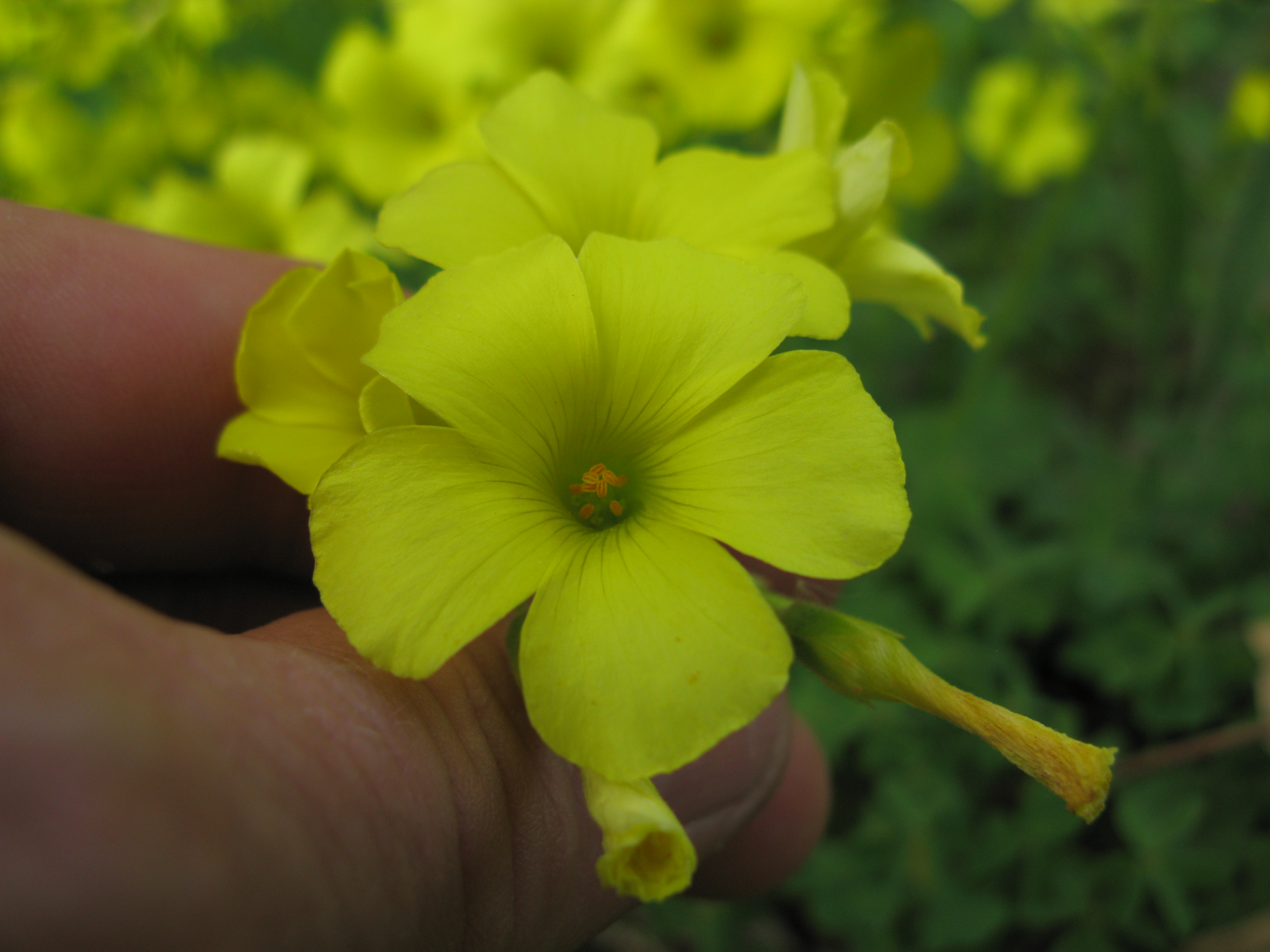
Em South West Rocks, Austrália
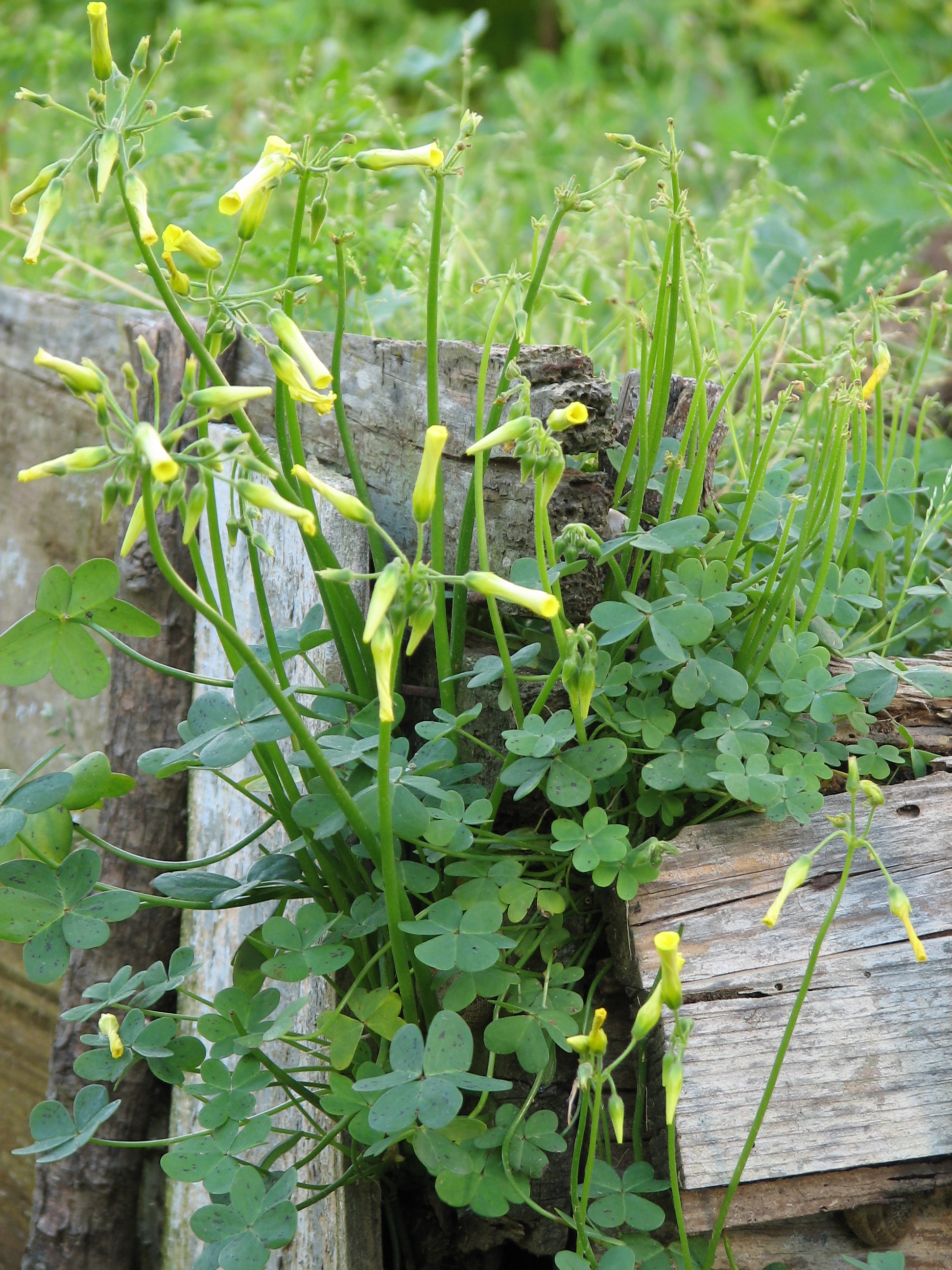
Planta
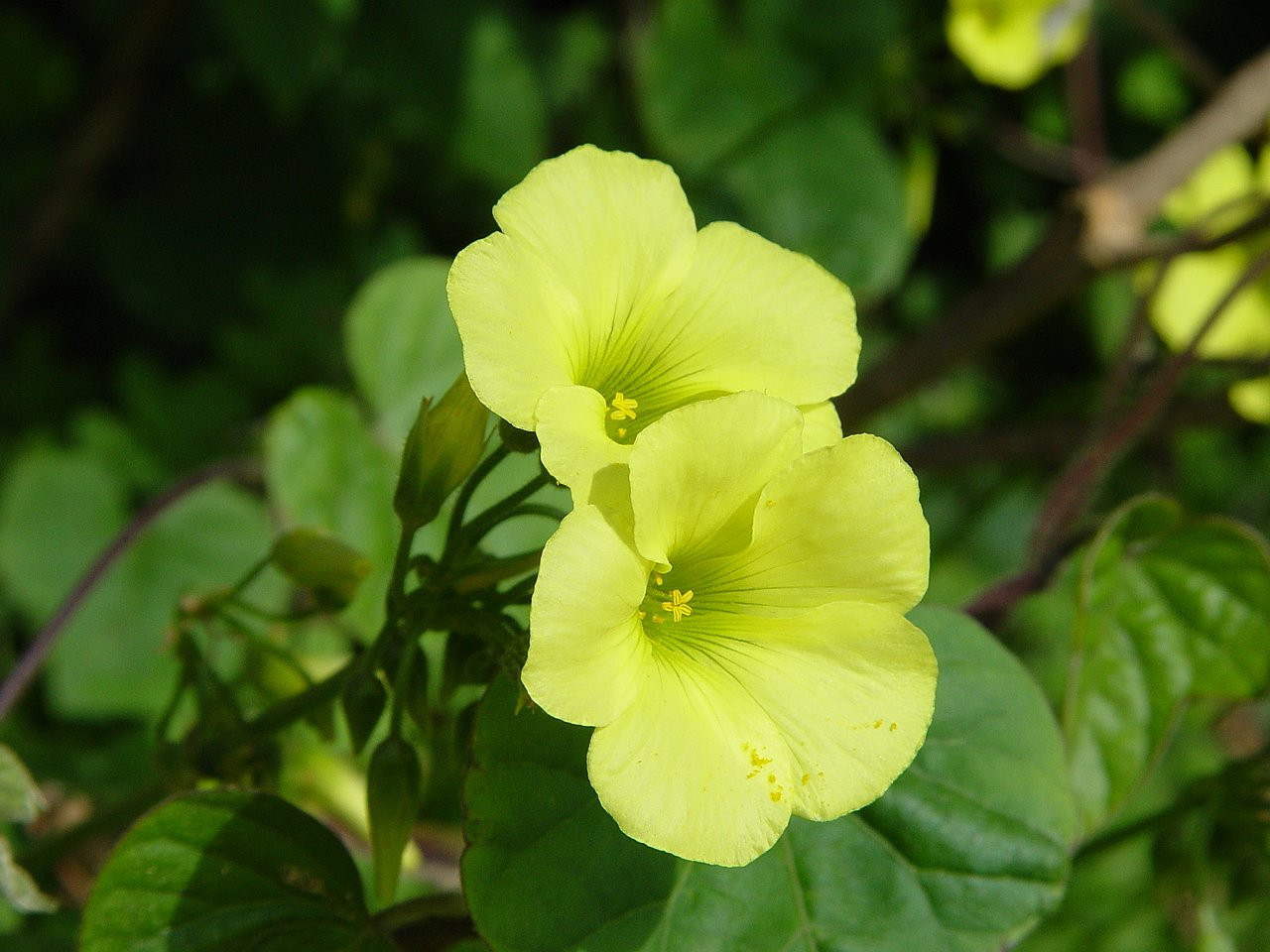
Flor
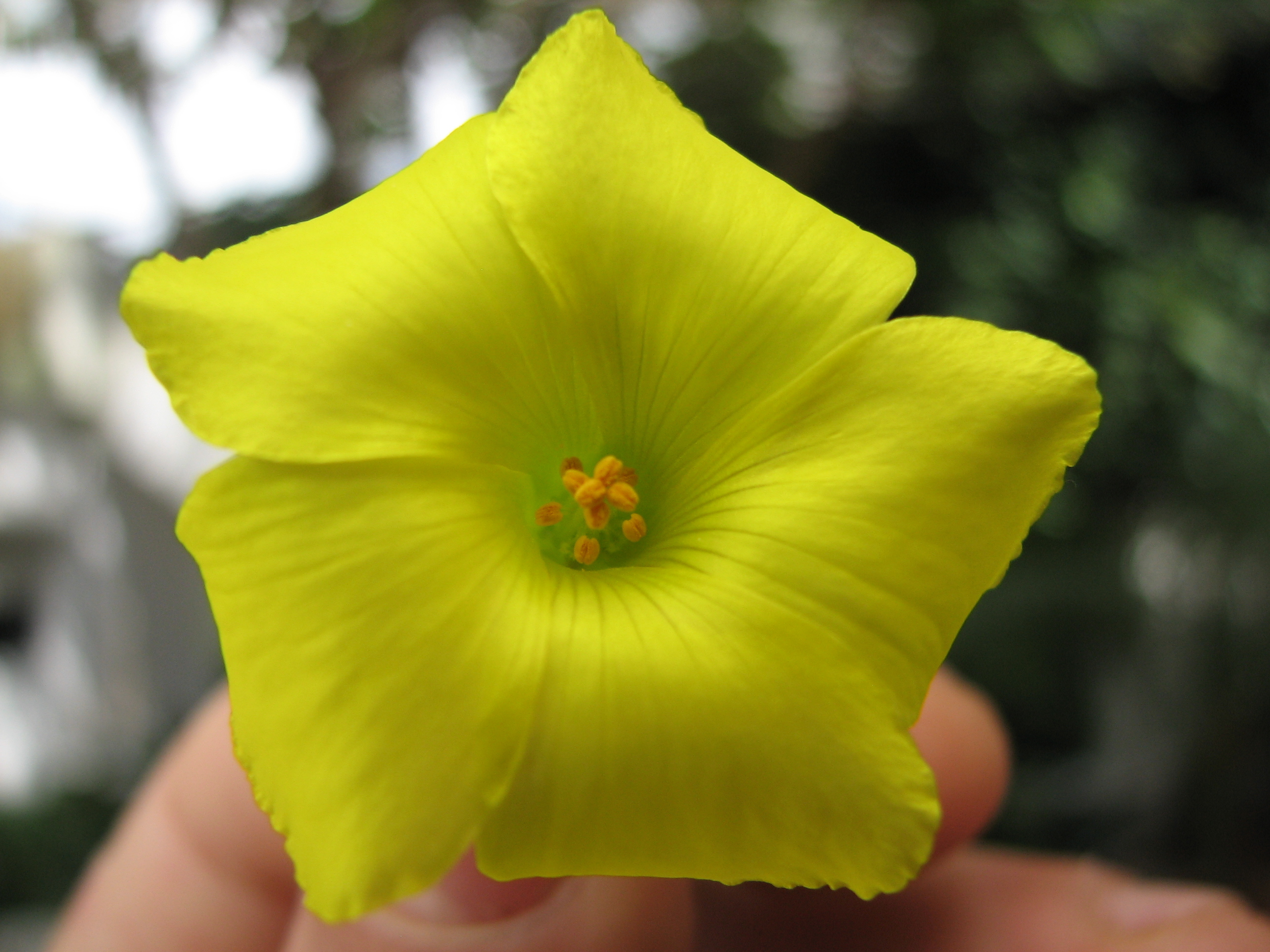
Detalhe de flor
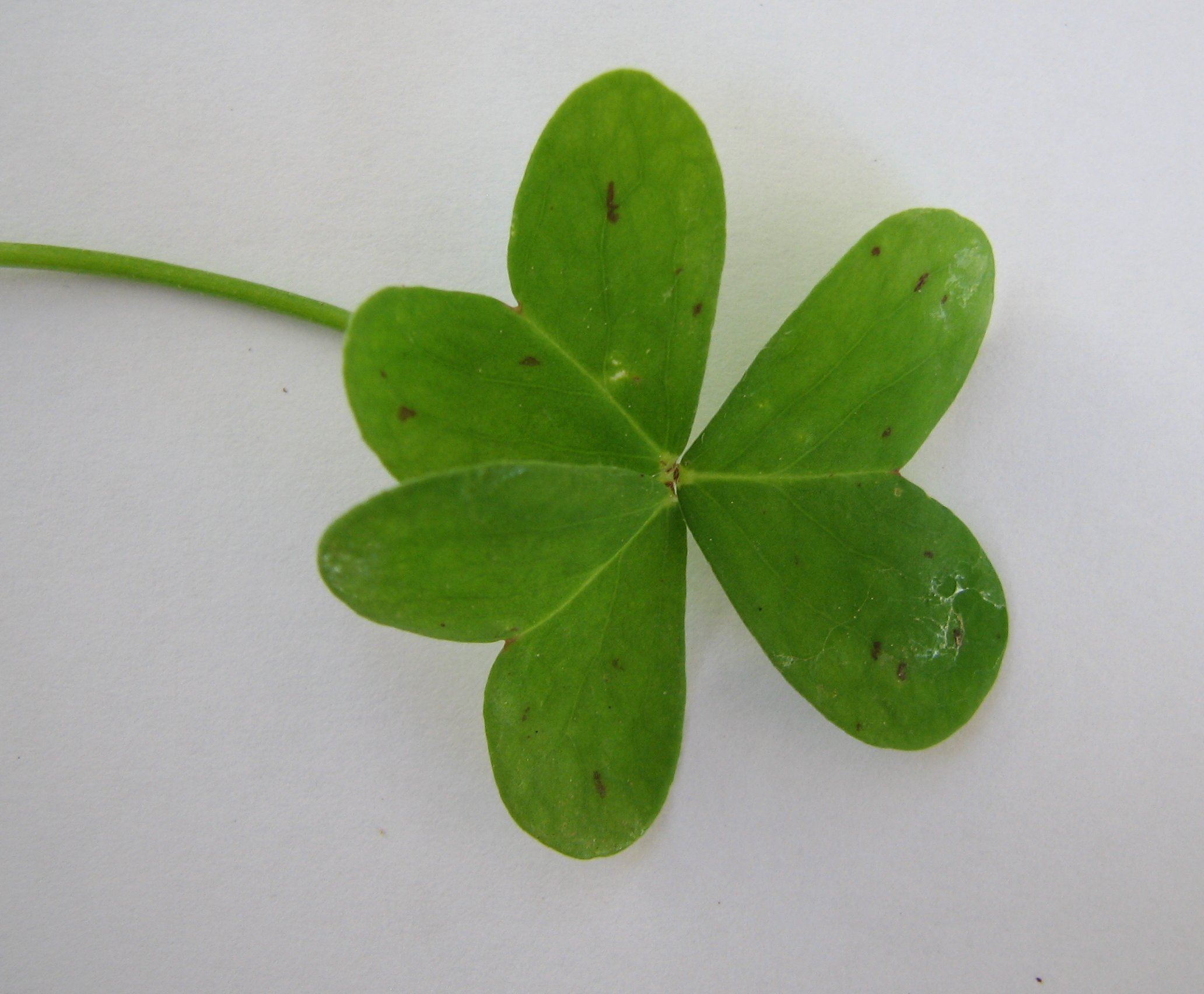
Folha
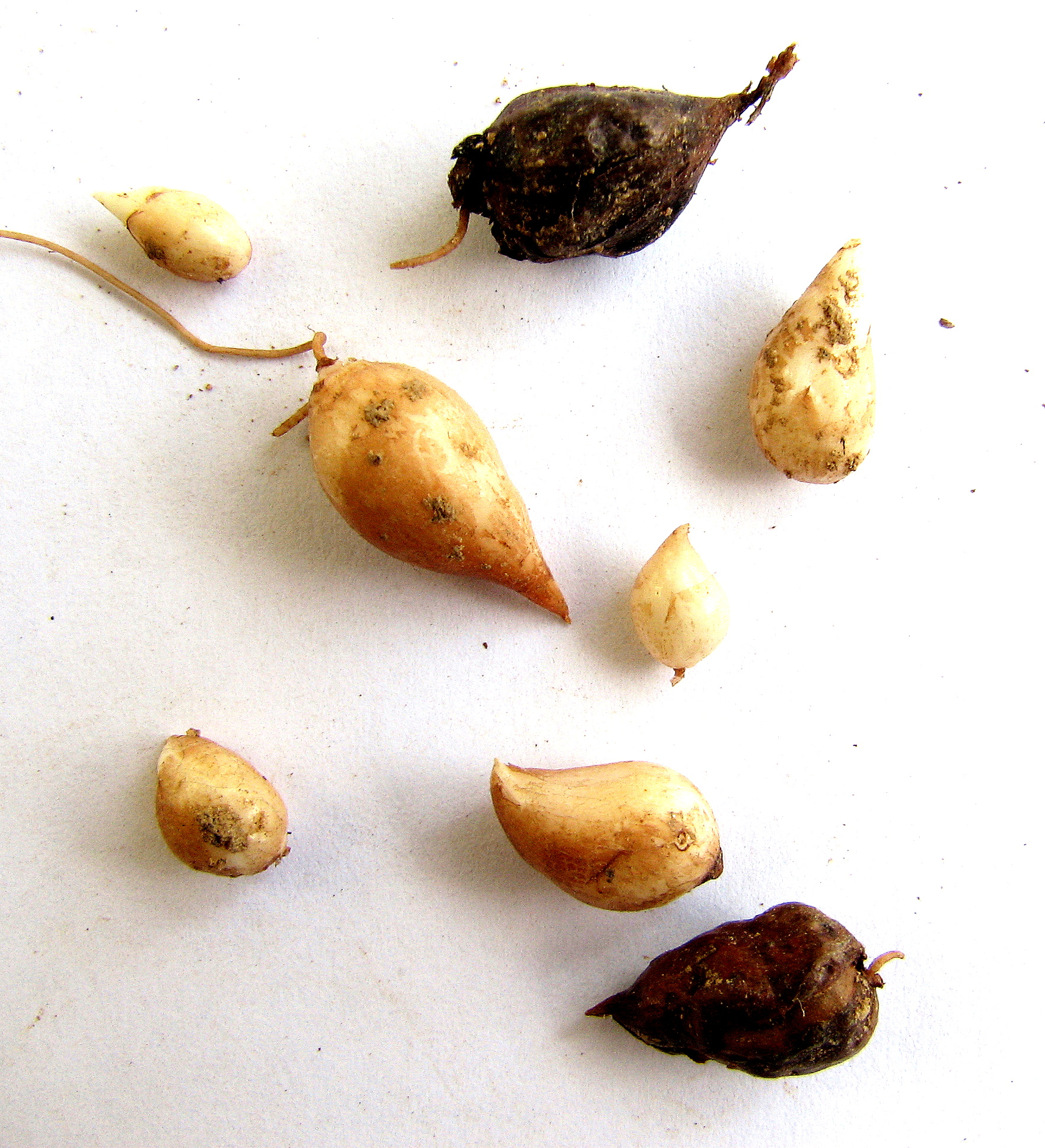
Bolbos
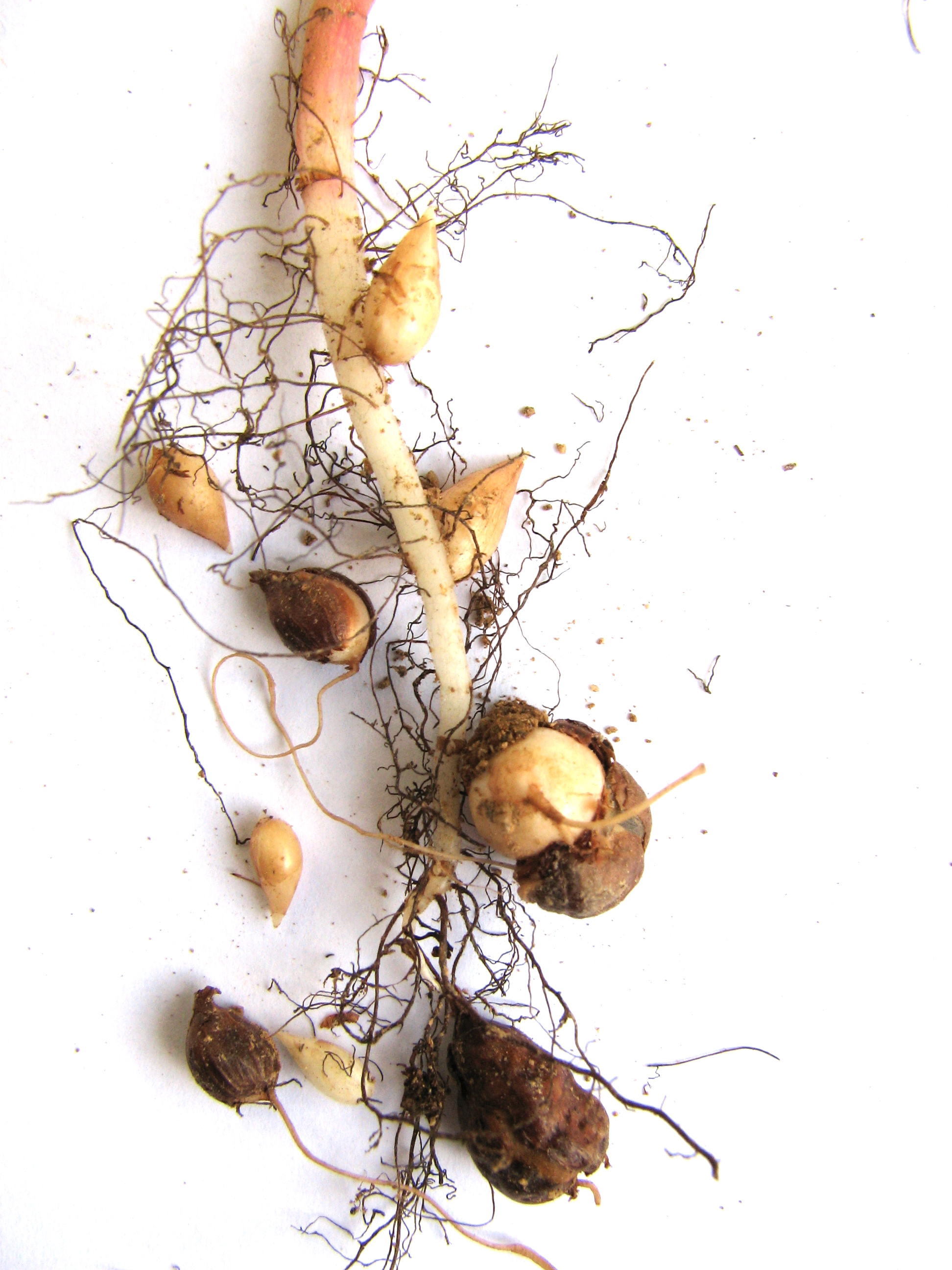
Raíz com bolbos